# Głębia Arkońska
Głębia Arkońska (obecna nazwa Niecka Arkońska) - głębia na Morzu Bałtyckim, położona między Rugią, wybrzeżami Szwecji, wyspami duńskimi i Bornholmem. Maksymalna głębokość głębi jest równa 50 m.